# Federica Quijano Tapia
Janine Patricia Quijano Tapia (Ciudad de México; 16 de agosto de 1971) es una cantante, conductora, empresaria, activista, actriz y política mexicana, también conocida como Federica de Kabah. Ha ejercido el cargo de diputada federal, por la vía de representación proporcional, en la LXV Legislatura del Congreso de la Unión.
También se desempeñó como titular de la Secretaria de Desarrollo Sustentable de Yucatán, ejerciendo el cargo desde el 1 de octubre de 2024, hasta su renuncia, el 9 de abril de 2025, por motivos personales.

## Primeros años en la música
Comenzó su carrera en la música, en 1980, cuando tocaba percusiones, clarinete, trompeta y saxofón.
En 1992, decidió hacer un grupo, que después fue conocido como Kabah. A los 19 años, se unió a su hermano André Quijano, María José, Daniela Magún, René Ortiz y Sergio Ortiz, para conformar la alineación final de uno de los grupos más representativos del pop mexicano de los años noventa. Su papel en el grupo fue importante pues compuso, junto a Carla García Melgarejo - mánager de la banda - algunas de sus canciones más populares como Al pasar, Encontré el amor y Nuestro amor. Encontré el amor fue la canción ganadora del Festival Valores Juveniles, del año 1994, con el que consiguieron popularidad.

## Empresaria, actriz y conductora (2005 - 2012)
Tras la separación de Kabah en el año 2005, Janine (Federica) se concentró en su carrera como empresaria y en buscar nuevos horizontes como actriz, protagonizando la película Pamela: secretos de una pasión
En 2007, participó en EXA TV, en la conducción del programa Kiu, dedicado a hablar de sexualidad con jóvenes.  Debido a la salud de su hijo Sebastián, abandonó dicho programa, para posteriormente unirse como directora de Televisa En Vivo.

## Vida personal y filantropía
Federica decidió convertirse en mamá en el 2007, e inició un proceso largo para poder adoptar a María Quijano Tapia, su hija. Después adoptó a un niño varón, de nombre Sebastián, quien a los 3 años fue diagnosticado con autismo, TDA y retraso mental. Federica se tuvo que enfrentar a los obstáculos propios de ser madre soltera y de la poca información que existe sobre el autismo en México. A raíz de esto se convirtió en vocera de distintas fundaciones dedicadas a hacer conciencia sobre el autismo.

## Discografía

### Álbumes
- 1994: Kabah
- 1996: La calle de las sirenas
- 1998: Esperanto
- 2000: XNE
- 2002: La vida que va
- 2003: La vuelta al mundo
- 2004: El pop
- 2006: ¡Qué Viva El pop! El Pop ya Muerto! (En vivo)
- 2009: Indispensables de Kabah
- 2012: La más completa colección
- 2015: En Vivo OV7/Kabah
- 2018: Únete a la fiesta
- 2022: 90's Pop Tour volumen 4